# مركز جماعة محل
مسجد وسط محلو (بالإنجليزية: Central Mahallu Jama’ath) هو مسجد تؤدى فيه صلاة الجمعة في ولاية كيرلا جنوب الهند، يقع المسجد في وسط مدينة موفاتوبوزها، ويهدف المركز إلى مكافحة الفقر والأمراض وإلى مساعدة الفقراء والضعفاء، ويهدف أيضا إلى القضاء على البطالة والقيام بإصلاحات تعليمية وإلى قيادة المجتمع الإسلامي إلى طريق المجد، ويتركز المركز أساسا على القيام بأنشطة اجتماعية وتحقيق الرعاية الاجتماعية.

## العضوية
وفقا لتعداد 2011 - 2021, يتكون المركز من 11 محل تضم 1824 عائلة وحوالي 8960 عضوا (4594 من الرجال والنساء 4366), وجميع أعضاء المحل يتعاونون بشكل جيدا في أنشطة التنمية ورفاهية للمركز، ويقع المسجد في سوق كافومكارا وسط مدينة موفاتوبوزها.

## التاريخ
يعود تاريخ مركز جماعة محل إلى في وقت مبكر من عام 1900 , وفي عام 1927 تم شراء أراض لبناء مسجد لصلاة الجمعة، وتم إنشاء المسجد في هذه الأرض في التاسع عشر من فبراير عام 1927 الموافق السابع والعشرون من شعبان عام 1346 هـ، وهو تاريخ أول صلاة جمعة تمت في المسجد.

## أئمة المسجد
تعاقب على امامة المسجد 19 امام منذ نشأته وهم:
- جناب خضيركونجو موسليار.
- جناب جعفر موسليار.
- جناب عبد الرحمن مولافي.
- جناب محمد كونجو موسليار.
- جناب عبد الرحمن موسليار.
- جناب مجيب الدين مولافي.
- جناب عبد الجبار مولافي.
- جناب ك.م.ك مجيب الدين مولافي.
- جناب عبد الرحيم مولافي.
- جناب حسين مولافي.
- جناب ف.هـ محمد مولافي.
- جناب حسين مولافي.
- جناب ك.س عبد الرحمن موسليار.
- جناب سيث محمد موسليار.
- جناب عبد الرزاق موسليار.
- جناب سواكيه موسليار.
- الحاج موسى موسليار.
- الحاج سليمان موسليار.
- الحاج حفيظ موفل كوثري.